# Bosund bönehus
Bosund bönehus (finska: Bosundin rukoushuone) är ett bönehus i Bosund i Larsmo i Finland och ägs av Bosund bönehusförening r.f.
Första bönehuset var en gammal bondstuga från Öja som uppfördes 1896 på Bosundbacken. Sedan 1953 har nytt bönehus uppförts, förstorats och tidsenligt utrustats.
2018 togs ett beslut om att bygga ett nytt bönehus, då den befintliga byggnaden började kännas för liten på grund av det växande medlemsantalet. Byggstarten skedde våren 2021 och det nya bönehus som byggdes på andra sidan Byvägen blev klart lagom till Pingstmötet 2022. I augusti samma år hölls invigningsfest och det nya bönehuset välsignades av kyrkoherde Max-Olav Lassila.
Medlemmarna i föreningen är laestadianer. Bosund Bönehusförening r.f. har samarbete med Laestadianernas fridsföreningars förbund och andra laestadianska föreningar i nejden samarbetar med LFF. 
Årligen ordnas Pingstmöten i Bosund bönehus och möten har hållits i över 100 år.